# (10146) Mukaitadashi
(10146) Mukaitadashi (1994 CV1) – planetoida z pasa głównego asteroid okrążająca Słońce w ciągu 5,4 lat w średniej odległości 3,08 j.a. Odkryta 8 lutego 1994 roku.